# Prosa de la República de Turquía

## Literatura Nacional (1911-1923)
- Ömer Seyfettin, autor de relatos cortos (1884-1920)
- Halide Edip Adıvar, novelista (1884-1964)
- Reşat Nuri Güntekin, novelista (1889-1956)
- Yakup Kadri Karaosmanoğlu, autor de relatos cortos (1889-1974)
- Fuat Köprülü, escritor (1890-1966)

## Literatura del Periodo Republicano (1923- )

### Novela
- Cevat Şakir Kabaağaçlı, novelista (1890-1973)
- Orhan Kemal, novelista (1914-1970)
- Murathan Mungan, novelista, poeta, dramaturgo (1955-)
- Orhan Hançerlioğlu novelista (1916-1991)
- Samim Kocagöz, novelista (1916-1993)
- Semiha Ayverdi, novelista (1916-1993)
- Tarık Buğra, novelista (1918-1994)
- Yusuf Atılgan, novelista (1921-1989)
- Yaşar Kemal, novelista (1923- )
- Fakir Baykurt, novelista (1929-1999)
- Oguz Atay, novelista (1934-1977)
- Tomris Uyar, novelista (1941-2003)
- Ahmet Altan, novelista (1950-)
- Orhan Pamuk, novelista (1952- ), premio Nobel de literatura en 2006.

### Relato Corto
- Memduh Şevket Esendal, autor de relatos cortos (1883-1952)
- Kenan Hulusi Koray, autor de relatos cortos (1906-1943)
- Sait Faik Abasıyanık, autor de relatos cortos (1906-1954)
- Kemal Tahir, autor de relatos cortos (1910-1973)
- Haldun Taner, autor de relatos cortos y dramaturgo (1915-1986)
- Aziz Nesin, humorist (1915-1995)

### Periodismo
- Falih Rıfkı Atay, periodista (1894-1971)
- Peyami Safa, periodista y novelista (1899-1961)

### Ensayo
- Suut Kemal Yetkin, ensayista (1903-1980)
- Sabahattin Ali, ensayista (1907-1948)
- Kemal Bilbaşar, ensayista (1910-1983)
- Cemil Meriç, ensayista (1916-1987)
- Ruşen Eşref Ünaydın, ensayista (1892-1959)
- Nurullah Ataç, ensayista (1898-1957)
- Ahmet Hamdi Tanpınar, ensayista (1901-1962)

## Requiere nueva sección
- Behçet Necatigil, dramaturgo (1916-1979)
- Necati Cumali, dramaturgo (1921- )
- Ahmet Kutsi Tecer, dramaturgo (1901-1967)
- Şevket Süreyya Aydemir, biógrafo (1897-1974)

- Datos: Q6088005